# Feliks Szuniewicz

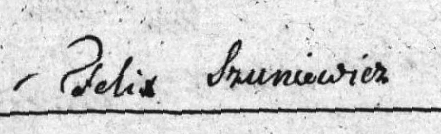
Feliks Szuniewicz,
własnoręczny podpis (1821)

Feliks Szuniewicz, we francuskich publikacjach wymieniany także pod nazwiskiem Szuniewiez i Suniewicz (ur. około 1800 roku, zm. 11 lutego 1875 w Poitiers), powstaniec listopadowy, członek Towarzystwa Demokratycznego Polskiego we Francji, wydawca (drukarz) Gazety Rewolucyjnej i „Demokraty Polskiego”.

## Biografia
Uczęszczał do warszawskiej Szkoły Wydziałowej. W 1815 roku był uczniem oddziału pierwszego klasy elementarnej, a w kolejnym - oddziału drugiego tejże klasy. Dwukrotnie otrzymał pochwałę publiczną za bardzo dobre wyniki w nauce. Wyuczył się zawodu drukarza. W czasie powstania listopadowego był podoficerem Gwardii Narodowej, a także wydawcą (wzgl. redaktorem) „Gazety Rewolucyjnej”. Po upadku powstania wyemigrował do Francji. Jego majątek pozostawiony w Warszawie został skonfiskowany. Od 1833 roku należał do Towarzystwa Demokratycznego Polskiego („Feliks Szuniewicz, właściciel – Rochechouart, Haute-Vienne, 8 sierpnia 1834”). Wszedł do grupy drukarzy, zecerów i introligatorów wydających m.in. czasopismo „Demokrata Polski” – organ Towarzystwa Demokratycznego wychodzący w Paryżu i Poitiers w latach 1837–1849. Mieszkał w gminie Poitiers (departament Vienne). W dniu 27 lutego 1845 roku wygłosił przemówienie na zebraniu tamtejszego oddziału Zjednoczenia Emigracji Polskiej. W 1846 roku podpisał „Oświadczenie Emigracji Polskiej”, zaś w 1866 roku deklarację „Do Wychodźstwa Polskiego…”.

## Rodzina
Feliks Szuniewicz był synem Wawrzyńca i Antoniny z Jarockich. Według francuskich publikacji przyszedł na świat w Warszawie. Jego młodszą siostrą była Anna, która zmarła w Warszawie w 1826 roku. Zgon zgłosił jej rodzony brat Feliks, który był już wówczas drukarzem. Miał 25 lat. Ożenił się z Francoise Jourde. Ślub odbył się 1 marca 1854 w Poitiers. Przeżyli wspólnie ponad dwadzieścia lat. Ich synem był Wiktor Maksymilian, absolwent Szkoły Narodowej Polskiej w Paryżu.